# Camponaraya

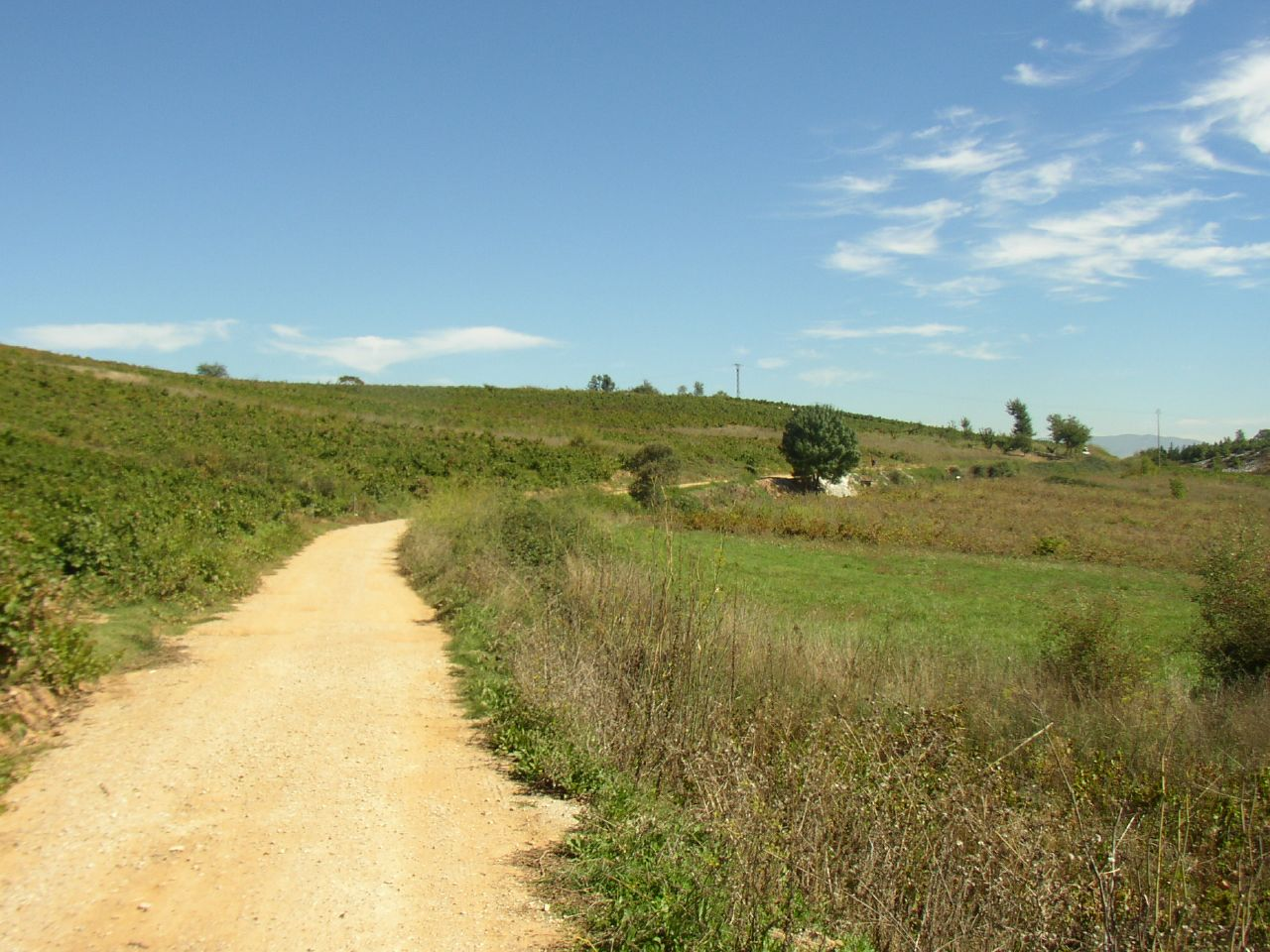
Weinberge und Jakobsweg bei Camponaraya

Camponaraya ist ein Ort am Jakobsweg in der Autonomen Region Kastilien und León sowie Hauptort des gleichnamigen Municipios.

## Geschichte

### Antike und Mittelalter
Bis auf den Castro de Camponaraya gibt es auf dem Gemeindegebiet kaum Zeugnisse der vorrömischen und römischen Epoche auf der Iberischen Halbinsel. Der Castro befindet sich etwa einen Kilometer südlich des Ortes auf einer Anhöhe, die die Ebene dominiert, in Nordost-Südost-Richtung mit einer leichten Neigung zum Dorf hin. Im westlichen Teil der Anlage wurde Mauerreste sowie Keramik gefunden. Aus den Funden lassen sich aufgrund von Menge und Qualität keine sicheren Rückschlüsse über die Bewohner der Siedlung treffen.
714 erreichte der maurische Heerführer Musa ibn Nusayr das Bierzo und eroberte es. Hauptziel dürfte dabei Bergidum, Hauptort des Bierzo in der römischen und westgotischen Zeit, gewesen sein, verortet im Castro de la Ventosa. Es wurde zerstört, seine Bevölkerung und die der umliegenden Dörfer floh in die Berge. Die Wiederbevölkerung fand zu Zeiten der Könige Alfons II. (Asturien) und Ordoño I. (Asturien) statt, eine wichtige Rolle spielte dabei ein Graf Gatón.
Das heutige Camponaraya geht auf eine mittelalterliche Siedlung zurück, die zwischen dem 9. und 12. Jahrhundert entstanden ist. Erste mittelalterliche Erwähnung von Teilen des heutigen Gemeindegebiets stammen aus den Jahren ab 853, als Ordoño I. den Besitz des Klosters San Julián de Samos an zwei Kirchen bestätigt. Eine der Kirchen ist die von Naragia oder Naraya. Im 11. und 12. Jahrhundert erweiterte das Kloster seinen Einflussbereich durch Schenkungen und Käufe um Orte wie Campo de Naraya, La Válgoma, Narayola und Magaz de Abajo. Eine weitere Schenkung Ordoños I. begünstigt die Kirche von Oviedo mit verschiedenen Gütern u. a. dem Teil eines Weinbaugebiets („...y tres suertes de viñas en Magaz“). Eine weitere Erwähnung findet sich in einem Kaufvertrag, indem Ordoño Pérez im Jahr 1202 Ländereien an Pedro da Fonte verkauft (La Válgoma, Narayola, Hervededo).
Die Entwicklung Camponarayas muss man unzweifelhaft mit dem Aufstreben des Jakobswegs in Verbindung setzen.
Losada Carracedo schreibt, dass es auf dem Gemeindegebiet am Camino Francés eine Kirche gab, in der „Nuestra señora de la Soledad“ angebetet wurde. An verschiedenen Stellen wird die Existenz einer Komturei in Narayola (zumindest für 1237) erwähnt. Es wird ebenfalls Válgoma erwähnt und seine Kirche Santa Leocadia, zu deren Pfarrbezirk offenbar auch Teile des heutigen Camponaraya gehörten, das bis ins 19. Jahrhundert keine eigene Pfarrkirche hatte. (heute: Iglesia de San Ildefonso)
992 gründete Bermudo II. (León) das Kloster Carracedo, zu dem neben Camponaraya auch die Dörfer Naraya und Narayola gehörten. Desgleichen bekam das Kloster durch Schenkungen, Erbe und Käufe über Jahrhunderte ausgedehnte Besitzungen innerhalb des heutigen Municipio (Magaz de Abajo, La Válgoma und Hervededo) sowie außerhalb (weitere Dörfer, Güter, Mühlen, Bergwerke und Häuser.) Teilweise wurden mit Überschreibungen an das Kloster auch Schulden beglichen.
Im 14. und 15. Jahrhundert verpachtete das Kloster wegen Arbeitskräftemangel seine Güter. Zunächst jahresweise, später für längere Zeiträume oder sogar auf Lebenszeit. Die Schwierigkeiten, unter denen das Kloster wegen des Arbeitskräftemangels litt, nutzten die Belehnten und Untertanen teilweise, sich von Lasten zu befreien, die ihnen im Laufe der Zeit auferlegt worden waren. So weigerten sich 1497 beispielsweise die Einwohner von Camponaraya, Abgaben auf ihre Häuser zu leisten. Diese Rebellionen wiederholten sich im 16. Jahrhundert und fanden teilweise Bauern und Adel gegen das Kloster vereint. Einer der Anführer ist namentlich bekannt: Alonso de Sorriba stellte sich 1512 an die Spitze der Aufgebrachten. Infolge der verschiedenen Rebellionen verschlimmerte sich jedoch jeweils die Situation der Einwohner.
Vom 16. bis 19. Jahrhundert gehörten die Dörfer des Municipios zu verschiedenen Gerichtsbarkeiten: Camponaraya und Narayola unterstanden der Rechtsprechung des Klosters, Hervededo und La Valgoma der ihres Grundherren und Magaz de Abajo stand unter königlicher Jurisdiktion. Die wirtschaftliche Basis war durch Landwirtschaft und einzelne kunsthandwerkliche Aktivitäten bestimmt.

### Neuzeit und jüngere Geschichte
Während des Unabhängigkeitskriegs verschärften sich die Proteste gegen den Feudalismus und die Institutionen des Antiguo Régimen, die durch das Kloster Carracedo repräsentiert wurden. 1812 wurde der erste Gemeinderat gemäß der Verfassung gebildet. Zeitgleich kam es zum Aufstand gegen das Kloster, angeführt durch den Abt von San Mamed de Trives, Juan Antonio Rivera und seinen jüngeren Bruder und Bürgermeister Fernando Rivera Rivera. Am 4. September 1813 stürmte das Dorf unter Fernando Rivera das Prioratshaus, zerstörte Getreide- und Weinvorräte, legte Feuer an das Archiv und vertrieb den Prior Frau Pastor Villar. Daraufhin erschien der Bürgermeister von Ponferrada mit Truppen des Regiments von Compostela, um die Ordnung wiederherzustellen. Die Brüder Rivera wurden festgenommen und vom Kloster der Rädelsführerschaft angeklagt, ihre Güter wurden eingezogen. Obwohl sie 1814 nach Revision freikamen wirken sich die Gerichtsprozesse negativ auf ihre wirtschaftliche Lage aus.
Mit der Ankunft der Eisenbahn im Jahr 1882 verbreitete sich im Bierzo die Reblaus, vernichtete die Rebstöcke und stürzte tausende Landarbeiter ins Elend.
Die verfasste Bürgerschaft und die Gemeindeverwaltung suchten in dieser Situation des allgemeinen Bankrotts neue Einnahmequellen. 1890 wurde ein Wochenmarkt für Mittwoch im Brückenviertel (Barrio del Puente). Arkaden „zum Schutz für Personen und Früchte, die sie zum Kauf anbieten“ ließ der ortsansässige Geschäftsmann Antonio Fernández gemeinsam mit anderen, weil keine öffentlichen Mittel zur Verfügung standen. Die allgemeine Verarmung betraf sofort alle Bereiche: die Schule schloss, das Rathaus konnte nicht repariert werden, Sitzungen mussten im Haus von José Merayo abgehalten werden, es konnte kein Arzt eingestellt werden, der Ort bewegte sich am Rande einer agrarisch bestimmten Subsistenzwirtschaft.
Nach dem Staatsstreich des Capitán General de Cataluña, Miguel Primo de Rivera, am 13. September 1923 war der Gemeinderat und seine Mitglieder ihrer Ämter enthoben. Die gut laufende Konjunktur erlaubte eine protektionistische Wirtschaftspolitik und die sich im Bierzo in der Stützung der ansässigen Bergbauunternehmen manifestierte.
Die „felices años veinte“ (glückliche zwanziger Jahre) zeigten sich in einem Bevölkerungszuwachs und dem Aufbau des Stromnetzes. In Magaz und Hervededo werden Schulen eingerichtet und das Projekt zur Einrichtung der Verbindungswege zwischen Camponaraya und Hervededo über La Válgoma und Magaz wird beschlossen.
Am 21. April 1931 konstituierte sich die erste Gemeindeverwaltung unter republikanischen Verhältnissen.
Die Wirtschaftskrise wirkte sich auf das alltägliche Leben aus und die zarten Reformen im ländlichen Bereich verschärften die Spannungen innerhalb der Bewohnerschaft Camponarayas: nach vorheriger Auslosung werden an die Einwohner von Narayola, La Válgoma und Camponaraya Landstücke verteilt. Die Verwaltung erarbeitete erste Straßen- und dringend notwendige Infrastrukturprojekte.
Die medizinische und die Stromversorgung werden verbessert. Wirtschaftsbasis ist allein der Weinbau.
Das Klima der Unsicherheit durch Bürgerkrieg, Erschießungen, Repressionen und Hunger („Años del Hambre“) mündete in einem ökonomischen Modell postulierter Autarkie und Intervention.
Der Mangel dieser Jahre äußerte sich in den Haushaltsplänen Cacabelos, öffentliche Projekte mussten mit Hilfe eines Konsortiums ortsansässiger Gewerbetreibender und Händler umgesetzt werden. Während der 50er Jahre näherte sich der das franquistische Regime westlichen Wirtschaftsmodellen an und führte einen technokratischen Despotismus ein. Dabei spielte die katholische Laienorganisation Opus Dei eine Rolle. Das Lockern der Blockade gegen das franquistische Spanien und europäische Kredite erleichterten die Anschaffung von betrieblichen Anlagen. Im Bierzo wurde zum Beispiel das nahegelegene Kraftwerk des nationalen Energieversorgers Endesa gebaut.
Nach Francos Tod am 20. November 1975 begann eine dynamische Etappe in der gesamten spanischen Gesellschaft wie auch in Camponaraya, die im Dezember 1978 mit der Annahme des Verfassungsvorschlags endete und unumkehrbar Richtung Demokratie führte. Mit ihr einher ging eine ungeheure Anstrengung, die Infrastruktur und die Lebensumstände der Menschen zu verbessern: das Gewerbegebiet wurde errichtet, kommunale Betriebe für Müllbeseitigung, Verkehrskontrolle und -regelung, Wasserversorgung geschaffen, Straßenbeläge und -beleuchtung, Fernsprecheinrichtungen, Sportplätze und Schwimmbad eingerichtet.
Die Einwohnerzahl erhöhte sich zwischen 1981 und 1996 um 30,9 %, was sich auf den Wohnungsbau sowie auf kulturelle, soziale und edukative Einrichtungen auswirkte.

## Sehenswertes
- Gutshaus Casa de los Marqueses de Quiñones
- Gutshaus Casa de la Familia Ucieda
- Haus des Klostervorstehers von Carracedo (Casa del Deán del monasterio de Carracedo)
- Uhrenturm (El Reloj)

## Feste
- Tag des Bierzos (Día Del Bierzo), 8. September
- Virgen de la Soledad, drittes Septemberwochenende
- Bildhauersymposium (Simposium de Escultura de Camponaraya)